# Göteborgs skärgård

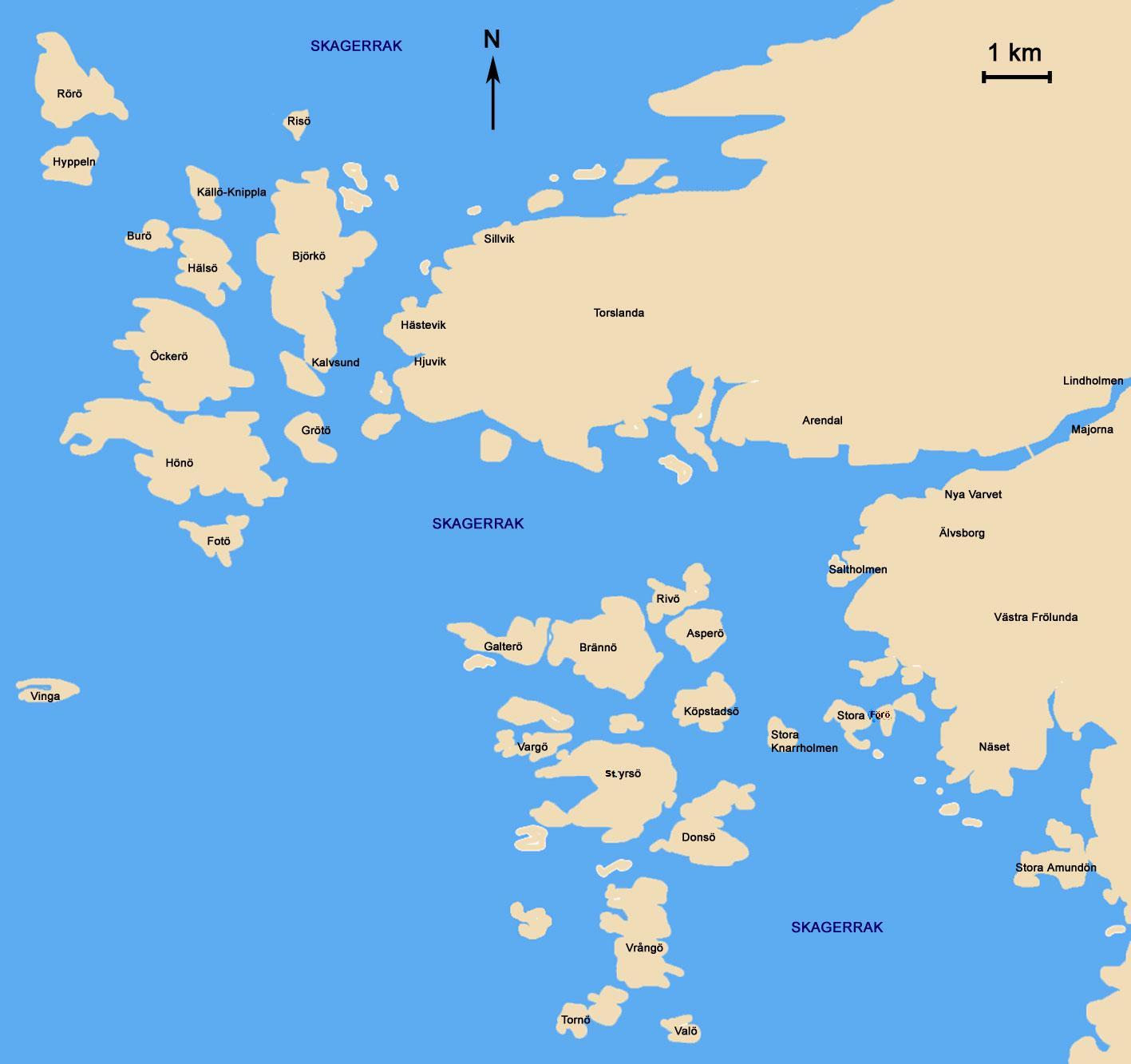
Karta över delar av Göteborg och dess skärgård.

Karta över Göteborgs skärgård från år 1815, graverad av Eric Åkerland

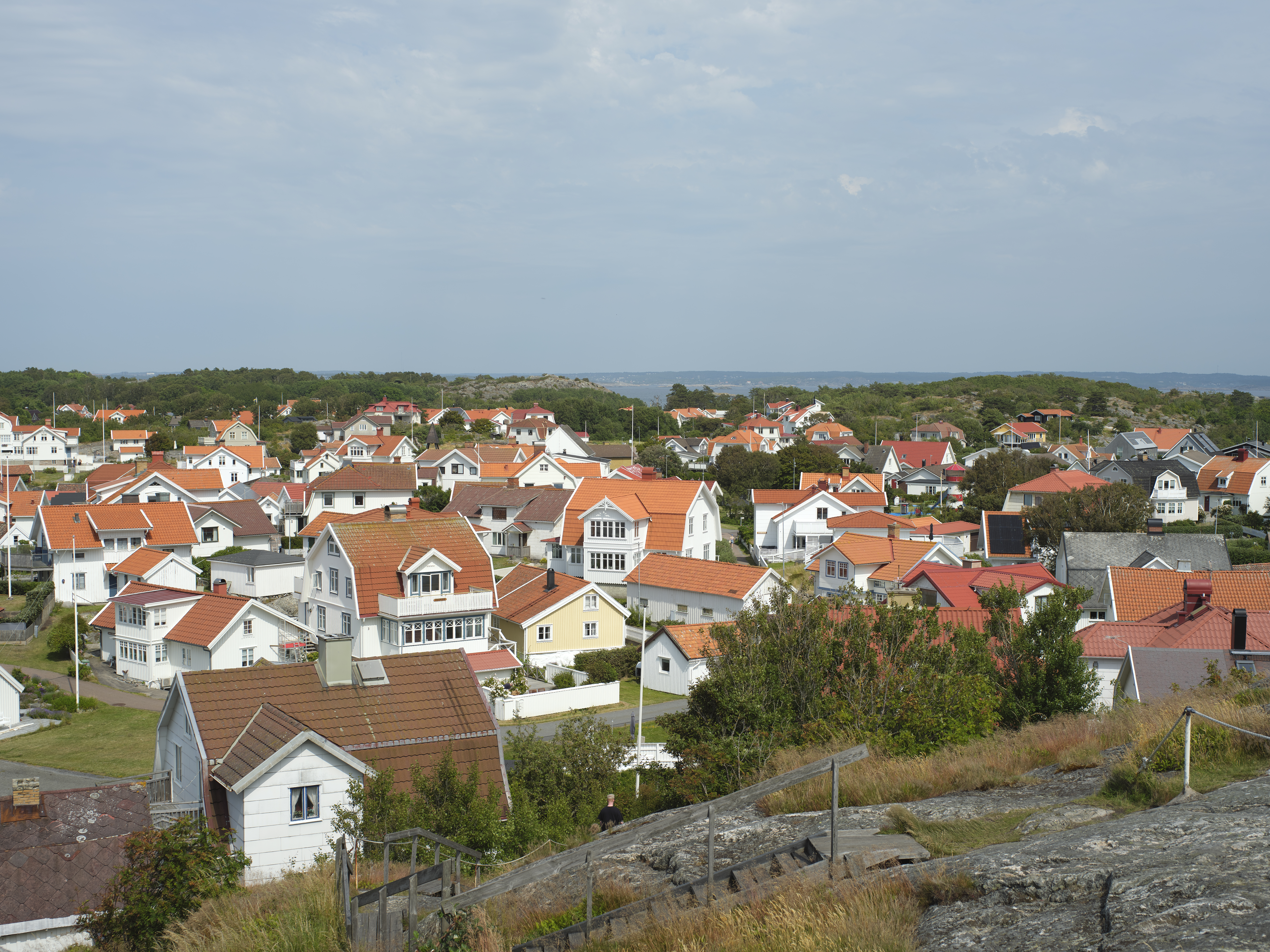
Bebyggelse på Vrångö.

Göteborgs skärgård brukar indelas i norra och södra skärgården. Den södra skärgården ligger i landskapet Västergötland och ingår i Göteborgs kommun medan den norra skärgården ligger i landskapet Bohuslän och till största delen ingår i Öckerö kommun. Den norra skärgården kallas även för Öckerö-öarna eller Bohusläns södra skärgård.

## Bakgrund
Längst ut i Göteborgs skärgård ligger Vinga (i höjd med Köpstadsö). Vinga är en del av Göteborgs södra skärgård och har varit en del av hemmanen på Brännö. Vinga exproprierades från hemmansägarna på Brännö år 1941.
Trafikverket Färjerederiet har bilfärjor från Lilla Varholmen till norra skärgården (Björköleden & Hönöleden). Några av öarna är förbundna med broar. Till södra skärgården går skärgårdsbåtar från Saltholmen, samt godsfärja från Fiskebäck.
Den högsta, naturliga punkten i Göteborgs skärgård är Stora Rös på Styrsö med 57 meter.

## Indelning
Här följer en uppräkning av de största öarna i södra respektive norra skärgården.
| Göteborgs södra skärgård / SDN Södra Skärgården: - Asperö - Brännö - Donsö - Galterö - Knarrholmen - Kårholmen - Källö - Känsö - Köpstadsö - Rivö - Sillfarsholmen (Aeolusön) - Sjumansholmen - Lilla Förö/Stora Förö - Stora Mosskullen - Styrsö - Tistlarna - Valö - Vargö - Vinga - Vrångö | Göteborgs norra skärgård / Öckerö kommun - Björkö - Fotö - Grötö - Hyppeln - Hälsö - Hönö - Kalvsund - Källö-Knippla - Rörö - Öckerö - Hisingen |